# أندريا كانو
أندريا كانو (بالإيطالية: Andrea Cano)‏ (18 أبريل 1976 بروما في إيطاليا - ) هو لاعب كرة قدم إيطالي في مركز حراسة المرمى. لعب مع نادي بادوفا ونادي فروسينوني ونادي لاتسيو وAbano Calcio ‏ وBassano Virtus 55 ST ‏ وASD Narnese Calcio ‏ وDelta Calcio Porto Tolle SSD ‏ ولانشانو كالتشيو 1920 ‏.

## وصلات خارجية
- أندريا كانو على موقع قاعدة بيانات كرة القدم.إي يو (الإنجليزية)